# Атилио Павези
Атилио Павези (итал. Attilio Pavesi; Каорсо, 1. октобар 1910 – Буенос Аирес, 2. август 2011) бивши је италијански бициклиста. Професионално се такмичио у периоду од 1933. до 1935. године, а пре почетка професионалне каријере освојио је две златне медаље на Летњим олимпијским играма 1932, у вожњи на хронометар на 100 km и у друмској трци екипно. Исте године освојио је трку Гран при Агостано и друго место на трци Ђиро ди Сицилија.

## Биографија
Павези је рођен као једанаесто дете у имућној породици из Каорса (Емилија-Ромања).
Први већи успех постигао је када је 1931. освојио Калдирола Куп (Coppa Caldirola). Почетком 1932. био је други на Трци око Сицилије. То му је омогућило да уђе у олимпијски тим Италије на Летњим олимпијским играма у Лос Анђелесу, али само као замену. У олимпијској друмској трци показао је добру форму у две селекционе трке, због чега је премештен је у главни тим. Павези је победио у трци на хронометар, чиме је одвео Италију до злата у тимској трци. После Олимпијаде имао је кратку професионалну каријеру. Године 1933. заузео је 62. место на трци Милано-Санремо, а 1934. био је 52. на трци Ђиро д'Италија. Почетком Другог светског рата емигрирао је у Сан Мигел у Аргентини, где је наставио да се такмичи, отворио продавницу бицикала и организовао бициклистичке трке.
Преминуо је у 100. години, у дому пензионера у Буенос Аиресу. У време смрти сматрало се да је најстарији живи олимпијски шампион. и један од најстаријих живих олимпијских такмичара.